# Ґемерске Дехтаре
Ґемерске Дехтаре (словац. Gemerské Dechtáre, угор. Détér) — село, громада в окрузі Рімавска Собота, Банськобистрицький край, Словаччина. Кадастрова площа громади — 20,20 км². Населення — 438 осіб (за оцінкою на 31 грудня 2017 р.).
Перша згадка 1246 року.

## Населення
| Рік:            | 1994. | 2004.   | 2014.   | 2024.   |
| --------------- | ----- | ------- | ------- | ------- |
| Кількість осіб: | 488   | 448     | 442     | 413     |
| Різниця:        |       | -8,19 % | -1,33 % | -6,56 % |

| Рік:            | 2023. | 2024.   |
| --------------- | ----- | ------- |
| Кількість осіб: | 417   | 413     |
| Різниця:        |       | -0,95 % |